# 静惠山公园
静惠山公园是中华人民共和国成都市大邑县的一个公园，位于静惠山脚下。公园始建于1983年，1986年对外开放。
公园内有1986年10月为纪念中国共产党人车耀先烈士而修建的塑像，并于2003年9月重塑，扩建为车耀先烈士塑像广场。

## 发展
静惠山公园位于大邑城北，占地300余亩，历经3年修建而成，1986年对外开放。园内置有文物古迹、山水园林等景观。
2016年10月1日，经10个月的封闭式改造，静惠山公园结束修缮工作，重新免费向市民开放。
2019年4月3日，静惠山公园申报省级重点“山地公园”通过市级初检。